# Passion de femmes
Pour plus de détails, voir Fiche technique et Distribution.
Passion de femmes est un film français réalisé par Hans Herwig, sorti en 1955.

## Fiche technique
- Titre : Passion de femmes
- Réalisation : Hans Herwig
- Scénario :  Hans Herwig, Fernand Crommelynck et Hugues Ronald
- Dialogues : Fernand Crommelynck
- Photographie : Marcel Villet
- Son : Jean Lecoq
- Montage : Martine Velle
- Musique : Louiguy
- Sociétés de production : France-Ciné Télévision - Rapid Films
- Format :  Noir et blanc - 1,37:1 - 35 mm - Son mono
- Pays d'origine :  France
- Durée : 78 minutes
- Date de sortie : 
  - France : 4 janvier 1955
- Affiche : Claire Finel (France)

## Distribution
- Nadine Alari : Nicole Montigny / Mireille
- Jean-Pierre Kérien : Paul Montigny
- Micheline Francey : Anna
- Paul Dupuis : Alain Tournier
- Raymond Loyer
- Alain Quercy